# Neusticomys venezuelae
Neusticomys venezuelae es una especie de roedor de la familia Cricetidae.

## Distribución geográfica
Se encuentra en la Guayana y Venezuela.  